# Popravni dom (film)
Popravni dom (енгл. Dog Pound) kanadski je psihološki triler iz 2010. godine, u režiji Kim Šapirona koji je takođe i suautor scenarija. Rimejk je britanskog filma Ološ (engl. “Scum”), čija se radnja odvija u popravnom domu. Ovo je Šapironov jedini film objavljen direktno-na-video - po izlasku filma nije puštan u bioskopima već prodavan u vidu CD-a.

### Radnja
Buč, Dejvis i Anđel su tri tinejdžera koji moraju da odsluže kaznu u popravnom domu za maloletnike Enola Vejl koji se nalazi u Montani. Fokus priče je na Buču koji je bio priveden zbog napada i brutalnog oslepljivanja popravnog službenika.
Gudijer, čvrst, ali pošten policajac, poziva nove zatvorenike da poštuju pravila i mirno odsluže svoju kaznu, kako bi mogli da imaju drugu šansu kada izađu iz popravnog doma. U početku Buč pokušava da se povinuje pravilima, ali ubrzo njega i njegove prijatelje napadaju glavni siledžija Benks i njegovi nasilnici Ekersli i Luni.
Nakon par okršaja i dokazivanja dominacije Benksa i drugih siledžija prema Buču , Dejvisu i Anđelu, Buč odlučuje da im se osveti i pokaže zube.
Odbijajući da otkrije imena svojih napadača Gudijeru, Buč je poslat u samicu. Kada izađe, odmah se osveti Benksu, Ekersliju i Luniju. Buč čuva najbrutalniji napad za Benksa, koji je divljački pretučen. Premlaćivanjem se utvrđuje njegov rang među zatvorenicima i pruža privremena zaštita njegovim prijateljima, Dejvisu i Anđelu.
Tokom rutinskog farbanja zidova ustanove, Anđel i Gudijer se svađaju; Gudijer u afektu nasilno baca Anđela uza zid, što dovodi do Anđelove smrti. Buč, koji je bio svedok svađe, opet biva smešten je u samicu dok traje istraga ovog nesrećnog događaja.
Bez Bučeve zaštite, Luni i Ekersli siluju Dejvisa. Dejvis pokušava da kontaktira svoju majku tokom noći, ali dežurni policajac odbija njegov zahtev, govoreći mu da će morati da sačeka do jutra da bi je pozvao. Osećajući se bespomoćno, Dejvis se vraća na svoj ležaj, na kraju počinivši samoubistvo prerezavši vene.
Smrt i Anđela i Dejvisa dovodi do toga da svi iz njihove spavaonice štrajkuju glađu tokom doručka narednog dana. Nakon kratke tišine koja prekrije kafeteriju i međusobno gledanje mladih zatvorenika oči u oči, nemir i dreka počinju da preovlađuju, Buč gubi kontrolu, baca stolicu i podstiče potpunu zatvorsku pobunu u kojoj brutalno napada Lunija. Pritvorski službenici su preplavljeni naglim buntom mladih zatvorenika , oglašavaju uzbunu i vraćaju se u kafeteriju u opremi za borbu protiv ove pobune, koristeći suzavac i plastične metke u pokušaju da prekinu nerede. Tokom nereda, Buč pokušava da pobegne iz zgrade, ali ga zatvorski službenici nekoliko trenutaka kasnije uhvate i pretuku, nasilno ga vraćajući u dom.

### Glumci
- Adam Bučer u ulozi Buča

- Šejn Kipel u ulozi Dejvisa

- Mateo Morales u ulozi Anđela Ortiza

- Slim Tvig u ulozi Maksa

- Tejlor Pulen u ulozi Banksa

- Dušen Vilijams u ulozi Frenka

- Lorens Bejn u ulozi oficira Gudijera

- Trent MekMulen u ulozi oficira Sandsa

- Džef Mekineri u ulozi Ludija

- Brajan Marfi u ulozi Ekerslija

- Vilijam Elis u ulozi Meakina

- Aleksandar Konti u ulozi Sala

### Prvo prikazivanje
Film je premijerno prikazan 24. aprila 2010. na Trajbeka filmskom festivalu. 
U Francuskoj je objavljen 23. juna 2010, potom u Kanadi 7. septembra 2010. Takođe je objavljen u Sjedinjenim Državama, Meksiku, Švajcarskoj (samo francusko govoreći region), Španiji i Ujedinjenom Kraljevstvu.

### Kritičke recenzije
Recenzent Peri Nemirof je opisao film kao „intenzivan“ i naveo da ne bi odgovarao ukusu svih gledalaca.
Kafilerija je prvi dugometražni igrani film francuskog reditelja Šapirona na engleskom jeziku, a film mu je doneo nagradu kao najbolji novi narativni filmski stvaralac na Trajbeka filmskom festivalu 2010.

## Spoljašnje veze
- Film на веб-сајту  (језик: енглески)
- Film на веб-сајту  (језик: енглески)
- Film на веб-сајту  (језик: енглески)